# Gene Taylor (ur. 1953)
Gene Taylor, właśc. Gary Eugene Taylor (ur. 17 września 1953) – amerykański polityk, członek Partii Republikańskiej. Od 1993 roku był przedstawicielem stanu Missisipi w Izbie Reprezentantów Stanów Zjednoczonych, najpierw z piątego, a od roku 2003 z czwartego okręgu wyborczego. Do 2014 należał do Partii Demokratycznej.